# Colt M1900
La Colt M1900 es una pistola semiautomática accionada por retroceso corto y de calibre 9 mm (.38), que fue introducida al mercado a inicios del siglo XX por la Colt's Manufacturing Company. También marcó la introducción del cartucho .38 ACP (9 x 23 SR; no debe confundirse con el 9 x 17 Corto, o .380 ACP) y fue la primera pistola accionada por retroceso corto.
Fue desarrollada a partir de los primeros prototipos de John Moses Browning a fines de la década de 1890. El Ejército de los Estados Unidos probó el modelo contra otras pistolas semiautomáticas de origen europeo y adoptó algunas versiones para probarlas. La M1900 y sus variantes también estuvieron disponibles para el mercado civil. Las variantes incluían la M1902 Sporting, M1902 Military, Colt Modelo 1903 Pocket Hammer (solo de 9 mm; el modelo de 7,65 mm era otra pistola) y el Modelo 1905, que introdujo el cartucho .45 ACP. Los modelos de 1909 y posteriores descartaron la unión frontal del cañón, reemplazándolo por un sencillo cojinete y dando origen a la conocida pistola Colt M1911.

## Diseño
Al contrario de los diseños de otras primigenias pistolas semiautomáticas, el diseño de Browning empleaba una corredera que rodeaba por completo al cañón, mientras que otros diseños empleaban un cañón y un cerrojo que se deslizaban dentro de entralles fresados en el armazón. En el diseño de Browning, la corredera se encajaba sobre rieles del armazón y era parte integral del cerrojo. El cañón se movía dentro de entalles fresados en el interior de la corredera, pero estaba conectado a uniones oscilantes fijadas al armazón, una adelante y otra atrás. Cuando la corredera está en posición adelantada, la longitud de las uniones sostiene el cañón, fijándolo firmemente en los entalles de la corredera. Al retroceder, el cañón y la corredera recorren unidos una corta distancia, hasta que el arco de las uniones empuja el cañón hacia abajo, soltándolo de la corredera y deteniendo su retroceso. Entonces el cañón deja de moverse, mientras que la corredera sigue retrocediendo, extrayendo y eyectando el casquillo vacío de la recámara, para después avanzar retirando un nuevo cartucho del cargadot e introduciéndolo en la recámara. El cañón se une nuevamente con la corredera y ambos avanzan juntos, con la acción de las uniones levantando nuevamente al cañón para que encaje en los entalles. Esto es idéntico a la moderna acción de retroceso corto que se desarrolló para la posterior M1911, excepto por el empleo de uniones delanteras y traseras, que hacen que el cañón se mantenga paralelo a la corredera mientras se desprende de los entalles de acerrojado. La M1911 y la mayoría de pistolas que le siguieron, hallaron que solamente era necesario emplear una unión posterior y entalles de acerrojado en la parte posterior. Cuando la corredera es retraída, solamente baja la recámara del cañón, haciendo que este oscile paralero a la corredera, mientras que un cojinete fijo mantiene la boca del cañón en su lugar cuando la corredera está adelantada, pero permite el movimiento de la corredera y el cañón. Este sistema demostró tener un buen funcionamiento, además de ahorrar en complejidad y costos de producción, así como ser sencillo de ensamblar y desensamblar.
El nuevo diseño también disparaba un nuevo cartucho, el .38 Automatic Colt Pistol. A pesar de su nombre, este cartucho montaba una bala de 9,1 mm (.357) que pesaba 107 granos y alcanzaba una velocidad de boca de 384 m/s (1.259 pies/segundo), tradición que surgió cuando el primigenio .38 Special cambió de las balas con talón a balas de menor diámetro con lubricación interna, pero manteniendo su designación original ".38" (dejándose de lado con la introducción del cartucho .357 Magnum en la década de 1930). Esta era una bala de mayor calibre que aquellas montadas en otros cartuchos contemporáneos, cuyos calibres eran principalmente de 7,6 mm ( 7,62 x 25 Tokarev/7,63 x 25 Mauser, 7,65 x 17 Browning, etc.), pero que disparados a velocidades similares eran más potentes. El .38 ACP también era un cartucho más veloz que el cartucho de revólver .38 Long Colt, en servicio en aquel entonces, que disparaba una bala de 130 granos a 230 m/s (770 pies/segundo). La Colt también estaba experimentando con un cartucho de 10 mm (.41) para emplearlo en la Modelo 1900, como lo informó al Departamento de Armamentos durante las pruebas. Al igual que el cartucho .41 Long Colt, este probablemente montaba una bala de 10 mm. El pobre desempeño en combate del .38 Long Colt durante la guerra filipino-estadounidense de 1899-1902, dio como resultado la readopción del .45 Colt y finalmente llevó a que el Departamento de Guerra especifique un calibre mínimo de 11,43 mm (.45) para la nueva pistola. El prototipo del cartucho de pistola 10 mm Colt nunca fue producido en grandes cantidades, pero su concepto anticipó el desarrollo del cartcho .40 S&W por más de 90 años. La Colt produjo unas cuantas pistolas "Modelo 1903" de 10 mm, que eran conversiones de la Modelo 1902 Military (que a su vez era una M1900/02 mejorada) para el cartucho antes del fin del desarrollo del cartucho.
Una de las pistolas de 10 mm está expuesta en la Biblioteca del Estado de Connecticut, en Hartford, Connecticut (donde se fundó la Colt's Manufacturing Company).
La característica más resaltante de la M1900 era su combinación de alza y seguro, que a pesar de ser una buena idea en teoría, no funcionó bien en la práctica y demostró ser impopular. Cuando se apretaba, esta bloqueaba el percutor; cuando era empujada hacia arriba liberaba el percutor y servía para apuntar. Esto ofrecía un indicador visual inmediato sobre si el seguro estaba puesto o no al momento de apuntar, sin necesidad de recurrir al tacto de la palanca del seguro. Las primeras M1900 tenían entalles de agarre en la parte posterior de la corredera, pero cuando se descubrió que podían interferir con el alza-seguro (el tirador podía activar o desactivar el seguro sin darse cuenta al manipular la corredera), estos entalles fueron movidos más adelante. Este seguro fue empleado en las primeras 3.000 pistolas de serie. La Colt instaló después un alza convencional y eliminó el alza-seguro, aunque quedó un corte en la corredera que fue tapado. Los entalles de agarre quedaron en su nueva posición. Hay algunas primigenias M1900 con alza-seguro que fueron reequipadas en la fábrica con la nueva alza fija. Posiblemente esto fue un error, ya que la falta de mecanismos de seguridad probablemente afectó las ventas - la forma recomendada de portar una pistola Colt sin seguro era con la recámara vacía, lo cual requería que el usuario accione la corredera para cargar un cartucho antes de disparar - haciendo que sea más lenta para entrar en acción y que requiera dos manos, además de dificultar el dejarla segura después de disparar unos cuantos cartuchos sin tener que extraerle el cargador y accionar la corredera para retirar el cartucho de la recámara, que de por sí era una operación peligrosa en una pistola sin seguro. Esta fue la principal queja del Ejército cuando la probó, algo que la Coltr detestaba remediar por alguna rázon en la serie de pistolas 1900/1902/1903. La única excepción fue la nueva pistola pequeña Colt 1903 Pocket Hammerless, un diseño completamente nuevo con seguros en el armazón y la corredera desde el inicio de su producción en 1904. Es posible que la Colt halló que era más barato introducir estas características en un nuevo modelo, con ventas espectaculares de la Pocket Hammerless en comparación a las pistolas de armazón grande 1900/1902/1903. Por otra parte, las pistolas Mauser C96 y Luger tenían seguros manuales desde la etapa de diseño.
Las M1900 estaban inicialment equipadas con característicos martillos con resalte "alto" hasta aproximadamente la pistola con número de serie 2400, cuando también empezaron a aparecer martillos redondeados con resalte "corto", para evitar pellizcar el empeine del pulgar y enredarse en la ropa al desenfundar. Aproximadamente quedaron 1.450 M1900 con martillos con resalte alto cuando esta se fusionó en la M1902 Sporting (que era un modelo de la M1900 con algunas modificaciones internas) a partir de la pistola con número de serie 4275, habiéndose producido aproximadamente 3.000 M1900 con martillo con resalte "alto" y unas 1.274 M1900 con martillo con resalte "corto". Los colecionistas necesitan continuar posteando y comunicando las observaciones de pistolas sobrevivientes.

## Prueba del Departamento de Guerra de Estados Unidos
El Departamento de Guerra de los Estados Unidos solicitó en 1899 modelos de pistolas semiautomáticas, eligiendo tres ejemplares para probarlos; la Mauser C96 "Mango de escoba" (Broomhandle), la inusual Steyr-Mannlicher M1894 accionada por "empuje frontal" y la Colt M1900 diseñada por Browning, que no estuvo lista hasta después del inicio de las pruebas. Las pruebas se centraban en precisión, penetración y fiabilidad, además de ergonomía y resistencia. Se tomó muy en cuenta la ergonomía, ya que la pistola estaba destinada para la caballería, lo que significaba que debía dispararse y recargarse rápidamente desde la silla de montar. Las pruebas de resistencia incluían una cámara de polvo y una prueba de corrosión. La Colt M1900 entró a las pruebas en segundo lugar debido a una demora en su producción. Las pruebas empezaron en febrero de 1900. La M1900 tuvo una serie de problemas iniciales, debido a piezas que no encajaban bien en el mecanismo del gatillo, que finalmente requirieron la atención de un representante de la empresa, que instaló un nuevo mecanismo de gatillo. Una vez que estuvo lista, la pistola disparó los 293 cartuchos restantes de los 500 suministrados para la prueba de resistencia, además de 150 cartuchos sin presentar fallos. También fue probado otro lote de munición, que consistía en 350 cartuchos .38 ACP de baja velocidad (285 m/s; 935 pies/segundo), sin necesidad de ajustar el muelle recuperador. Esto se hizo para probar el mecanismo de gatillo reparado, mientras que no se esperaba que funcionase con la pistola ajustaba para cartuchos de alta velocidad (370 m/s; 1.200 pies/segundo), solo se registraron cuatro fallos con esta munición. La pistola disparó todos los cartuchos sin presentar fallos durante la prueba de polvo. Después de acelerar la corrosión con sal amoniacal, la pistola fue congelada para que la corredera no pueda moverse. Un golpe fuerte de la corredera contra el filo de una mesa logró soltarla lo necesario para operarla, cargando un cartucho en la recámara. Después de disparar el primer cartucho, la corredera falló en regresar a su posición adelantada, pero fue rápidamente cerrada y los cartuchos restantes fueron disparados sin fallos. Toda la munición restante, 23 cartuchos, fue disparada por la pistola oxidada sin fallos. La Colt M1900 se desempeñó bastante bien durante la primera serie de pruebas, por lo cual el comité la sometió a pruebas de resistencia adicionales. Una prueba de disparar 900 cartuchos solamente tuvo dos fallos, ambos debidos a cápsulas fulminantes defectuosas. Se obtuvo munición adicional y la prueba continuó. Durante esta prueba, también se rompieron varios pasadores de las uniones y en un caso, el disparar continuamente con una unión posterior rota hizo que el cañón se separe detrás del pasador de la unión frontal. Después de haber disparado un total de 5.800 cartuchos con la pistola, el único problema significativo hallado fue la debilidad de los pasadores de las uniones, que se consideró rápidamente solucionable por el comité de armamento. El comité recomendó comprar una cantidad de pistolas Colt M1900 para usarse en pruebas de campo.

## Producción

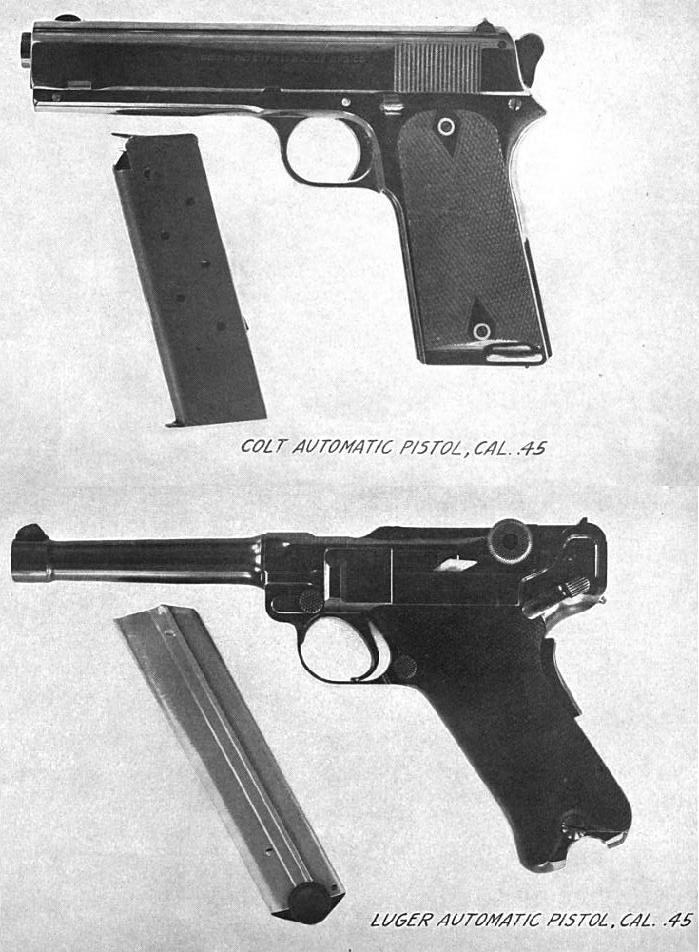
La M1905, en .45 ACP, fue probada en 1907 contra una variante de la pistola Luger de calibre 11,43 mm. Obsérvese el martillo con resalte "corto" de la M1905.

Una serie de variantes de la M1900 se produjeron durante 1900-1923.
- M1900. Cañón de 152 mm (6 pulgadas), cachas de nogal o ebonita, martillo con resalte alto y alza-seguro. Producida entre 1900 y 1903.
- M1902 Sporting. Cachas de ebonita, sin seguro, martillo con resalte redondo o alto. Producida 1902 entre 1908.
- M1902 Military. Similar al Sporting, pero se le añadió una armella para acollador en la parte inferior izquierda de la empuñadura. Producida entre 1902 y 1929.
- M1903 Pocket. Similar al Sporting, pero con un cañón de 3 3⁄4 o 4 1⁄2 pulgadas. Producida entre 1903 y 1929.
- M1905. Similar al Sporting, pero con un cañón de 4 7⁄8 pulgadas y calibrado para el nuevo cartucho .45 ACP.